# Galerija Prve kolonije naive u tehnici slame
Galerija Prve kolonije naive u tehnici slame, umjetnička galerija u Donjem Tavankutu, Marka Oreškovića 3.
Osnovana je 7. siječnja 2011. godine. Osnovana je radi očuvanja i prikazivanja javnosti velikog fonda slika i predmeta od slame koji se je do tada nalazio raspršena na mnoštvu lokacija, a koji je nastao višedesetljetnim kulturno-likovnim radom tavankutske Likovne kolonije odnosno kolonije naive u tehnici slame. Galerija priređuje izložbe slika od slame nastalih na godišnjem sazivu Prve kolonije naive u tehnici slame, likovne večeri povodom obljetnica istaknutih likovnih umjetnica - slamarki, tribine i dr. Galerija je angažirana i izvan galeristike. Suorganizatorica je Tavankutskog festivala voća i autohtonih rukotvorina.
Predsjednica Galerije je Ljubica Vuković-Dulić.

## Vanjske poveznice
- Facebook